# Margarethe de Habsbourg-Lorraine
Margarethe de Habsbourg-Lorraine, née à Budapest en Hongrie le 17 août 1925, et morte à Stockholm, Suède, le 3 mai 1979, est une archiduchesse d'Autriche, de la branche des palatins de Hongrie devenue par mariage, en 1943, princesse de Monteleone.

## Biographie

### Famille
Première fille et aînée des huit enfants de l'archiduc Joseph-François de Habsbourg-Lorraine (1895-1957) et de son épouse la princesse Anne de Saxe (1903-1976), Margarethe de Habsbourg-Lorraine naît à Budapest, le 17 août 1925,. Par sa mère, elle est la petite-fille du dernier roi de Saxe Frédéric-Auguste III, lequel a abdiqué en 1918. Tandis que par son père, elle descend de l'empereur d'Autriche François-Joseph.

### Mariage et descendance
Le 17 août 1943, le jour de ses dix-huit ans, l'archiduchesse Margarethe épouse à Tihany Alexander Cech, devenu, par adoption de son grand-père maternel, Alexander Erba-Odescalchi (sv) et prince de Monteleone (né à Budapest, le 23 mars 1914 et mort à Saltsjöbaden, Suède, le 30 juin 2018), docteur en droit, conseiller juridique et écrivain, fils du général Jószef Cech (1855-1938), et d'Amalia Erba-Odescalchi, des princes de Monteleone (1889-1969),.
Le couple est parent d'une fille, :
- Sibylla Erba-Odescalchi, née à Stockholm le 7 avril 1945, elle épouse à Stockholm le 15 décembre 1967 Samir Beshai-Bekkeit, physicien atomiste, professeur à l'Université de Stockholm, né au Caire le 2 janvier 1938 et mort à Saltsjöbaden le 11 mars 1979, dont trois enfants :
  - Augustin Beshai-Bekkeit, dit Augustin Erba (sv), né à Stockholm le 17 mars 1968, journaliste et écrivain, premier arrière-arrière-arrière-arrière petit-fils de l'empereur François-Joseph d'Autriche ;
  - Hélène Beshai-Bekkeit, née à Stockholm le 21 septembre 1969 ;
  - Eléonore Beshai-Bekkeit, née à Stockholm le 19 mars 1974.

### Mort
Margarethe de Habsbourg-Lorraine meurt le 3 mai 1979, à l'âge de 53 ans à Stockholm et est inhumée au cimetière du Nord (Solna), comté de Stockholm,.